# Tarzana Challenger 2002
Il Tarzana Challenger 2002 è stato un torneo di tennis facente parte della categoria ATP Challenger Series nell'ambito dell'ATP Challenger Series 2002. Il torneo si è giocato a Tarzana negli Stati Uniti dal 1 al 7 aprile 2002 su campi in cemento.

## Vincitori

### Singolare
Eric Taino ha battuto in finale  Brian Vahaly con il punteggio di 6–2, 7–6(6)

### Doppio
George Bastl /  Neville Godwin hanno battuto in finale  Brandon Coupe /  Kevin Kim con il punteggio di 6–3, 4–6, 6–3